# 拉瑪再現
《拉瑪再現》（英語：Rama II）是英國作家亞瑟·克拉克和簡崔·李於1989年出版的科幻小說。

## 劇情簡介
本作時間軸是在前作《拉瑪任務》的七十年後，拉瑪太空船再度出現在太陽系，地球再度派遣偵查團前往第二艘拉瑪所發生的事件。

## 登場人物

### 牛頓計畫組員

#### 軍官
范勒依·波佐夫
俄籍軍人，階級是將軍，牛頓號上的指揮官。
奧圖·黑曼
歐洲人，上將。卡拉卡斯事件的仲裁英雄。
邁可·歐圖爾
美籍軍人，階級是將軍。虔誠的天主教信徒，景仰西恩那的聖邁可。

#### 太空人組員
理查·維克菲爾
英籍太空人，組中的電氣工程師。喜愛莎士比亞的作品。
妮可·岱賈達
法籍生命科學軍官，船上的醫官。法非混血。
艾芮娜·特俊耶芙
俄籍太空飛行員。
傑諾斯·塔波里
俄籍太空人，工程師。維克菲爾的友人。
山中浩
日籍太空飛行員，沉默寡言。

#### 隨船非專業人員
法蘭西絲卡·沙巴堤尼
德籍媒體人，隨船記者。
瑞吉
非裔美籍記者。
大衛·布朗
美籍學者，物理及天文學博士。
高岸茂
日籍學者，研究拉瑪的第一把交椅。

## 中譯書目
- 《拉瑪再現》，何敏綺譯，小知堂文化出版，2006年（繁體，台灣）ISBN 9574504514